# Eodorcadion oligocarinatum
Eodorcadion oligocarinatum es una especie de escarabajo longicornio del género Eodorcadion, categorizada en la tribu Dorcadionini, de la subfamilia Lamiinae. Fue descrita por Danilevsky en 2007.

## Descripción
Mide 15,1-20 mm de longitud.

## Distribución
Se distribuye por China.